# المقلح (المخادر)

تعديل مصدري - تعديل

المقلح محلة تابعة لقرية الظهرة، التابعة لعزلة الشرف بمديرية المخادر إحدى مديريات محافظة إب في الجمهورية اليمنية، بلغ تعداد سكانها 23 حسب تعداد اليمن لعام 2004.